# Nongbamba
Nongbamba (parfois orthographié Nombamba) est une commune rurale située dans le département de Zawara de la province de Sanguié dans la région du Centre-Ouest au Burkina Faso.